# Tabuk (vùng)
Vùng Tabuk (tiếng Ả Rập: تبوك Tabūk), còn viết là Tabouk, là một vùng của Ả Rập Xê Út, nằm dọc bờ biển tây bắc của quốc gia này, đối diện với Ai Cập qua biển Đỏ, giáp biên giới với các tỉnh Ma'an và Aqaba của Jordan. Vùng có diện tích 146.072 km² và dân số đạt 791.595 (2010). Thủ phủ là Tabuk.
Lịch sử của vùng Tabuk có niên đại từ 3.500 năm trước, vùng được đồng nhất với lãnh địa của Madyan (tiếng Ả Rập: مَـدْيَـن). Vùng có tuyến đường sắt Hejaz chạy qua, đây là một trọng tâm bị tấn công trong khởi nghĩa Ả Rập 1916/18.
Thành phố chính
- Tabuk
- Tayma
- Duba
- Al Wajh
- Haql
- Umm Lajj
- Al Bada'a

Vùng Tabuk xuất khẩu hoa sang châu Âu.
Thống đốc
Các thống đốc của vùng Tabuk từ năm 1926:
- Muhammad ibn Abdulziz Alshahl, từ 1926 đến 1930
- Abdullah bin Saad, từ 1930 đến 1931
- Abdullah bin Saad bin Abdul Mohsen Al Sudairi, từ 1931 đến 1935
- Saud bin Hizlol bin Nasser Al Saud, từ 1936 đến 1937
- Musaed Saud bin Abdullah bin Abdulaziz Al Saud, từ 1938 đến 1950
- Suleiman bin Mohammed bin Sultan Al Sultan, từ 1950 đến 1950
- Abdul Rahman bin Mohammed, từ 1950 đến 1951
- Khalid bin Ahmed bin Mohammed Al Sudairi, từ 1951 đến 1955
- Musaad bin Ahmed bin Mohammed Al Sudairi, từ 1955 đến 1972
- Sulaiman bin Turki bin Suleiman Al Sudairi, từ 1972 đến 1980
- Abdul Majeed bin Abdulaziz Al Saud, từ 1980 đến 1986
- Mamdouh bin Abdulaziz Al Saud, từ 1986 đến 1987
- Fahd bin Sultan Al Saud, 1987–